# Martel (Francja)
Martel – miejscowość i gmina we Francji, w regionie Oksytania, w departamencie Lot.
Według danych na rok 1990 gminę zamieszkiwały 1 462 osoby, a gęstość zaludnienia wynosiła 41 osób/km² (wśród 3020 gmin regionu Midi-Pyrénées Martel plasuje się na 243. miejscu pod względem liczby ludności, natomiast pod względem powierzchni na miejscu 212.).

## Współpraca
Miejscowość partnerska:
- Nassogne, Belgia